# L'arte di ottenere ragione

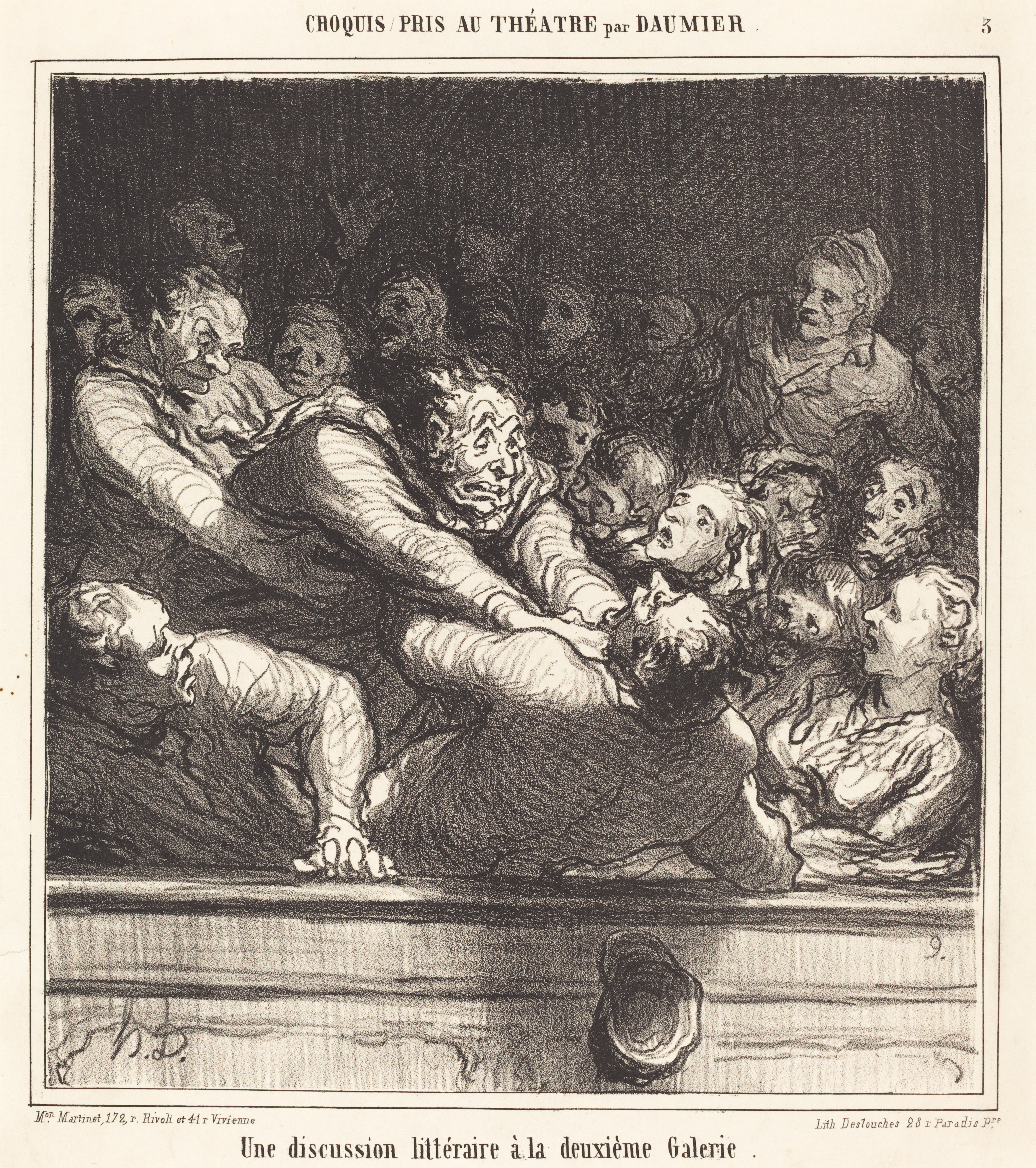
Secondo Schopenhauer, la dialettica, o arte del disputare, è "la dottrina del modo di procedere della naturale prepotenza umana". Nell'immagine, Une discussion littéraire à la deuxième Galerie di Honoré Daumier

L'arte di ottenere ragione è la versione italiana di Eristische Dialektik - Die Kunst, Recht zu behalten di Arthur Schopenhauer, pubblicato postumo.
In questo trattato Schopenhauer dà una nuova definizione di dialettica, che intende in modo diverso dagli antichi (e da Aristotele in particolare), pur riprendendone il concetto; e radicalmente diverso dai suoi contemporanei, come Hegel: cioè come dialettica eristica, ovvero «l'arte di ottenere ragione» a prescindere dalla verità o falsità dell'oggetto della disputa.  In seguito, alla luce di questa definizione, esamina trentotto stratagemmi (e relative contromosse) per difendere la propria ragione in una disputa oppure per ottenerla nel caso in cui questa stia dalla parte dell'avversario.

## Modi e metodi

Schema della dialettica eristica, come descritta da Arthur Schopenauer in L'arte di ottenere ragione

Il punto di partenza è una tesi avanzata da un interlocutore. Per confutarla, Schopenhauer individua questi percorsi:
1. Modi:
  - ad rem (verità oggettiva): la tesi è o non è in accordo con una verità oggettiva, per esempio "il cielo è blu";
  - ad hominem o ex concessis (verità soggettiva): la tesi contraddice una affermazione precedente di colui che l'ha enunciata.
2. Metodi:
  - confutazione diretta per attacco dei fondamenti:
    - confutazione dei fondamenti,
    - confutazione delle conseguenze;

  - confutazione indiretta per attacco delle conseguenze:
    - confutazione per una conseguenza falsa (ad rem o ad hominem),
    - confutazione per dimostrazione di casi contrari.

## Gli stratagemmi
1. Ampliamento: interpretare l'affermazione dell'avversario nel modo più generale possibile, restringendo invece la propria.
2. Omonimia: estendere l'affermazione presentata dall'avversario a qualcosa che, oltre al nome uguale, non ha nulla in comune con l'argomento in questione.
3. Generalizzazione: trattare l'affermazione dell'avversario con valore relativo (particolare) come se avesse un valore assoluto (universale).
4. Occultamento: presentare le premesse alla propria conclusione una alla volta, in modo che l'avversario le ammetta senza accorgersene.
5. False proposizioni: usare tesi false ma vere ad hominem, sfruttando i preconcetti e pregiudizi dell'avversario.
6. Dissimulazione di petitio principii: postulare ciò che si dovrebbe dimostrare.
7. Metodo socratico o erotematico: porre domande adeguate all'avversario e ricavare la verità della propria affermazione dalle stesse ammissioni dell'avversario.
8. Provocazione: suscitare l'ira dell'avversario per confonderlo.
9. Confusione: porre all'avversario domande in un ordine diverso da quello nel quale se le sarebbe aspettate.
10. Ritorsione delle negazioni dell'avversario: se l'avversario intenzionalmente risponde in modo negativo a tutte le domande, chiedere il contrario della tesi di cui ci si vuole servire.
11. Generalizzazione dell'inferenza: se l'avversario accetta la verità di fatti particolari dare per scontato che abbia accettato anche l'universale relativo.
12. Metaforizzare: scegliere sempre metafore e similitudini favorevoli alla propria affermazione, introducendo nella definizione ciò che si vuole provare in seguito.
13. Presentare l'opposto della propria tesi: presentare l'opposto della propria tesi in modo denigratorio, per far sì che l'avversario sia costretto a rifiutarlo.
14. Dichiarare la vittoria: dopo che l'avversario ha risposto a molte domande senza peraltro giungere alla conclusione desiderata, dichiarare la vittoria con una buona dose di faccia tosta.
15. Usare tesi apparentemente assurde: se la propria tesi è paradossale e non la si riesce a dimostrare, proporre all'avversario una tesi giusta ma non evidente; se questo la rifiuta condurlo ad absurdum e trionfare.
16. Argomenti Ad hominem: cercare contraddizioni nelle affermazioni dell'avversario.
17. Usare sottili distinzioni: se l'avversario incalza con una controprova, occorre trovare una sottile distinzione se la cosa consente un doppio significato.
18. Mutatio controversiae: se c'è il rischio che l'avversario possa avere ragione, spostare l'argomento della disputa su altre questioni.
19. Generalizzazione: se l'avversario sollecita a esprimere un'opinione su un particolare, estrapolare l'universale e opporsi a questo.
20. Trarre conclusioni: se l'avversario ha concesso parte delle premesse, trarre la conclusione anche se le premesse sono incomplete.
21. Controargomentazione: se l'avversario fa uso di un argomento solo apparente o sofistico, liquidarlo usando un controargomento altrettanto sofistico o apparente.
22. Petitio principii : rigettare le premesse dell'avversario come petitio principii.
23. Esagerazione: spingere l'avversario a esagerare le proprie affermazioni e quindi confutarle.
24. Forzare la consequenzialità: trarre a forza dalle affermazioni dell'avversario, con false deduzioni, tesi che non vi siano contenute (apagoge).
25. Istanza o Exemplum in contrarium: l'apagoge si demolisce presentando un unico caso per cui il principio non è valido.
26. Retorsio argumenti: l'argomento che l'avversario vuole usare a proprio vantaggio viene usato meglio contro di lui.
27. Sfruttare l'ira dell'avversario: se di fronte a un certo argomento l'avversario si adira, insistere su quell'argomento, poiché è facilmente il punto debole del suo ragionamento.
28. Argumentum ad auditores: funziona meglio quando persone colte disputano di fronte ad ascoltatori incolti. Avanzare un'obiezione non valida ma "spettacolare", che richieda, per essere smentita, una lunga e noiosa disquisizione.
29. Diversione: qualora l'avversario fosse sul punto di vincere la disputa cambiare completamente argomento e proseguire come se fosse pertinente alla questione e costituisse un argomento contro l'avversario.
30. Argumentum ad verecundiam: invece che di motivazioni ci si appelli ad autorità rispettate dall'avversario.
31. Dichiarazione di incompetenza: dichiararsi incompetenti per insinuare negli spettatori il dubbio che l'affermazione dell'avversario sia una cosa insensata.
32. Denigrazione: per accantonare, o almeno rendere sospetta, un'affermazione dell'avversario ricondurla a una categoria odiata dagli spettatori.
33. "Vero in teoria, falso in pratica": ammettere con questo sofisma le ragioni e tuttavia negarne le conseguenze.
34. Incalzare l'avversario: se l'avversario si dimostra evasivo riguardo a un argomento, incalzarlo su quell'argomento, poiché facilmente sarà uno dei suoi punti deboli.
35. Argumentum ab utili: anziché agire sull'intelletto con il ragionamento, agire sulla volontà con motivazioni, dimostrando all'avversario che la sua opinione, se vera, non può recargli che danno.
36. Sproloquiare: l'avversario rimarrà sconcertato e sbigottito da sproloqui privi di senso.
37. Spacciare un argumentum ad hominem per uno ad rem: se l'avversario sceglie una cattiva prova a sostegno del suo argomento confutare la prova e passare questa confutazione come una confutazione all'intero argomento.
38. Argumentum ad personam: come ultima risorsa diventare offensivi, oltraggiosi e grossolani.

### Opere citate da Schopenhauer
- Aristotele, Topici, Analitici, Liber de elenchis sophisticis, Etica Nicomachea
- Francis Bacon, Novum Organum
- Pierre Bayle, Pensées sur les Comètes, 4ª ed., 1704
- Jeremy Bentham, Tactique des assemblées legislatives, Genève-Paris, 1816
- Cicerone, Lucullo, Topica
- Diogene Laerzio
- Johann Wolfgang von Goethe, Farbenlehre, Faust
- Oliver Goldsmith, The Vicar of Wakefield
- Hobbes, De Cive
- Jean-Baptiste de Lamarck, s:fr:Philosophie Zoologique, Paris, 1809
- Claude-Adrien Helvétius, De l'Esprit, II, cap. XIX
- Lucio Anneo Seneca, De vita beata, I, 4
- Orazio, Satire, Carmina
- Platone, Fedro, Sofista, [Simposio], Repubblica
- Plutarco, Temistocle
- Quintiliano, De institutione oratoria
- Scoto Eriugena, De divina prædestinatione